# Йондо (город)
Йондо (исп. Yondó) — город и муниципалитет на севере Колумбии, на территории департамента Антьокия. Входит в состав субрегиона Магдалена-Медио.

## История
Поселение из которого позднее вырос город было основано 23 апреля 1845 года. Муниципалитет Йондо был выделен в отдельную административную единицу в 1979 году.

## Географическое положение

Муниципалитет Йондо

Город расположен в восточной части департамента, на левом берегу реки Магдалена, на расстоянии приблизительно 195 километров к северо-востоку от Медельина, административного центра департамента. Абсолютная высота — 38 метров над уровнем моря.

Муниципалитет Йондо граничит на северо-западе с территорией департамента Боливар, на западе — с муниципалитетом Ремедиос, на юго-западе — с муниципалитетом Пуэрто-Беррио, на юге и востоке — территорией департамента Сантандер. Площадь муниципалитета составляет 1881 км².

## Население
По данным Национального административного департамента статистики Колумбии, совокупная численность населения города и муниципалитета в 2012 году составляла 17 503 человек.
Динамика численности населения муниципалитета по годам:
| 2005   | 2006   | 2007   | 2008   | 2009   | 2010   | 2011   | 2012   |
| ------ | ------ | ------ | ------ | ------ | ------ | ------ | ------ |
| 15 097 | 15 419 | 15 756 | 16 100 | 16 442 | 16 788 | 17 153 | 17 503 |

Согласно данным переписи 2005 года мужчины составляли 52,8 % от населения Йондо, женщины — соответственно 47,2 %. В расовом отношении белые и метисы составляли 69,1 % от населения города; негры, мулаты и райсальцы — 30,9 %.
Уровень грамотности среди всего населения составлял 79,1 %.

## Экономика
Основу экономики Йондо составляют сельскохозяйственное производство, нефтедобыча и заготовка древесины.

65,3 % от общего числа городских и муниципальных предприятий составляют предприятия торговой сферы, 29,3 % — предприятия сферы обслуживания, 5,4 % — промышленные предприятия.

## Города-побратимы
- Беркли (Калифорния, США)